# 小杉繁安
小杉 繁安（こすぎ しげやす、1884年（明治17年）10月7日 - 1963年（昭和38年）4月29日）は、大正から昭和期の実業家、政治家。参議院議員（1期）。

## 経歴
山形県東村山郡天童町（現天童市）で小杉繁治の長男として生まれる。1919年（大正8年）東京帝国大学経済学部経済学科を卒業した。
日本鉱業開発取締役、沢藤電機取締役、東北振興精密機械専務取締役、北日本産業社長、日生鉱業社長、東北農機社長、協栄興業社長、大船産業監査役などを務めた。
1947年（昭和22年）4月の第1回参議院議員通常選挙に山形県地方区から無所属で出馬して当選し、自由党に所属して参議院議員に1期在任した。その間、参議院両院法規委員長などを務めた。
1955年（昭和30年）7月、天童町立天童小学校備品として電気蓄音機1台寄付により1956年（昭和31年）4月25日、紺綬褒章受章。
1963年（昭和38年）4月29日死去、78歳。勲三等瑞宝章追贈、正五位に叙される。